# أحمد ثابت
أحمد محمود ثابت عبد الرحمن (22 يوليو 1978 -)، ممثل مصري شارك في العديد من الأعمال في السينما المصرية والدراما التلفزيونية.

## عن حياته
ممثل مصري ولد في محافظه الجيزة خريج كليه تربيه رياضيه قسم الاداره. بدات موهبته في الطفولة عن طريق مسرح المدرسة ثم الي العمل بالبرامج التليفيزيونيه مثل برنامج نادي العلم والايمان وتابع المسيرة في مسرح الجامعة حيث ظهرت موهبته عن طريق المخرجين خالد جلال واشرف فاروق، والاستاذ عبد الحميد المنير
حصل علي العديد من الجوائز علي مستوي جامعات مصر عن مسرحيه كاسك يا وطن للمخرج هشام عطوه، كما حصل علي جائزه احسن ممثل لاكثر من عام، حصل أيضا علي اعجاب النقاد امال بكير ونبيل بدران عن مسرحيه رطل لحم للمخرج إيمان الصرفي. ثم عمل بمسرح الدولة علي مسرح الطلعيه، مسرحيه شكسبير وان تو للمخرج خالد جلال ومسرحيه قوس قزح للمخرج اشرف فاروق.
ثم عمل كمخرج منفذ من عام 2002 الي عام 2017 في العديد من الأعمال التليفزيونية والسينمائية منها غريب الدار للمخرج يوسف شرف الدين. 

## من أعماله
من الأفلام والمسلسلات
علي سبيل المثال لا الحصر 
- النهايات (1999) فيلم قصير
- حبك نار (2004) [1]
- الامام المراغي
- درب الطيب (2006)
- اسلحة دمار شامل (2006)
- نافذة على العالم (2007)
- غريب الدار(2007)
- قمر 14 (2008)
- القطة العمياء (2010)
- نونة المأذونة (2011)
- مسيو رمضان مبروك أبو العلمين حمودة (2011)
- مهمه في فيلم قديم 2011
- تماسيح النيل (2014)
- خارج الخدمة (2015)
- جراب حواء (2016)
- قمر هادي (2019)
- شبر ميه (2019)
- البرنسيسة بيسة (2019)
- الابواب المغلقة مع جورج قرداحي (2019)
- الاختيار (2020)

من المسرح
شارك في العديد من الأعمال المسرحية من أبرزها مسرحيه براكسا
علي سبيل المثال لا الحصر 
- شكسبير وان تو (1996)
- سليمان الحلبي (1996)
- شباب بيجنن (2000)
- الي بني مصر (1997)
- 6 شارع محمد الدرة (2000)
- مسرحيه ليله مبروكه (2000)
- رطل لحم (2002)

انضم أيضا الي فرقه مسرح الشباب عام 1996 مع المخرج خالد جلال وعمل مع المخرج أحمد طه واخرج العديد من المسرحيات بالعديد من فرق الجامعات

## وصلات خارجية
أحمد ثابت يكشف كواليس تجسيده لشخصية وليد بدر في “الاختيار”
أحمد ثابت: شكر ا لأمير كرارة وبيتر ميمى أعطونى فرصة أنتظرها منذ سنيين